# Gihilu
Gihilu (imię pochodzenia zachodniosemickiego, w transliteracji z pisma klinowego zapisywane najczęściej mgi-ḫi-lu i mgi-i-lu, znaczenie nieznane) – wysoki dostojnik, gubernator prowincji Hatarikka za rządów asyryjskiego króla Sennacheryba (704-681 p.n.e.); według Asyryjskiej kroniki eponimów w 689 r. p.n.e. pełnił urząd limmu (eponima). Jego imieniem jako eponima datowane są teksty z Aszur, Imgur-Enlil i Niniwy, a także jedna z inskrypcji królewskich Sennacheryba (li-mu mga-ẖi-lu LÚ.EN.NAM URU.ḫa-ta-rík-ka).